# Danh sách thuật ngữ quần vợt
Dưới đây là danh sách thuật ngữ quần vợt.

## A
- ace: Thuật ngữ này rất quen thuộc, được hiểu là một pha giao bóng ăn điểm trực tiếp, nhưng với điều kiện là phải có lực, có độ hiểm và đối phương không thể đánh trúng bóng.
- action: Một cách gọi khác của spin
- ad court: Phần sân bên trái của mỗi VĐV, sở dĩ có tên gọi là "ad" (advantage) vì sau điểm lợi thế giành được sau tỉ số đều (deuce, 40-40), VĐV sẽ tiếp tục phát bóng từ phía phần sân bên trái của mình.
- advantage: Đây là trạng thái mà một VĐV có được sau khi giành điểm ở tỉ số đều (deuce) và đứng trước cơ hội giành chiến thắng ở game đấu. Lưu ý: Không áp dụng ở những điểm quyết định (break point, set point, match point, championship point)
- advantage set: Một "advantage set", trái ngược với một "tie-break set", là một set đấu mà người chiến thắng giành thắng lợi cách biệt tối thiểu 2 game đấu (ví dụ 6-0, 6-4, 7-5,…). Lưu ý: Những set đấu cuối cùng ở các giải Úc Mở rộng, Pháp Mở rộng, Wimbledon, Thế vận hội và Davis Cup (không có ở Mỹ Mở rộng) đều là advantage sets (tức là đánh mãi cho đến khi nào có cách biệt 2 game đấu).
- all: Khi theo dõi tennis bạn thường nghe thấy trọng tài nói "fifteen all", "thirty all" hay "two games all". Vậy "all" dùng để thông báo tỉ số đều trong game hoặc tỉ số game đấu đều trong set. Ví dụ: 30-all (30-30), 15-all (15-15), 2 games all (2-2), 4 games all (4-4). Lưu ý: Khi tỉ số là 40-40 thì trọng tài sẽ không nói là 40-all mà thay vào đó là "deuce".
- all-court: Một kiểu chơi toàn diện, hình thành từ nhiều lối chơi khác nhau, bao gồm baseline (lối đánh cò cưa ở cuối sân, kiểu Murray), transition (lối đánh di chuyển nhiều, kiểu Nadal), serve (lối đánh thiên về giao bóng, kiểu Federer) và volley styles (lối đánh thiên về lên lưới thực hiện những quả volley, dành cho những anh chàng cao to như Isner, Karlovic,...). Federer là một tay vợt có lối chơi all-court.
- alley: Phần diện tích sân dành thêm ra cho đánh đôi, người Úc gọi là "tramlines".
- alternate: Là trường hợp một VĐV hay một đội bóng được vào thẳng vòng sau bởi đối thủ bỏ cuộc trước trận. Có thể gọi là "không đánh mà thắng"
- approach shot: Là một cú đánh được thực hiện khi VĐV đang lên lưới, khi đó họ có thể đánh kiểu underspin (một dạng cắt bóng, sẽ nói nhiều hơn ở chữ "u") hoặc topsin (kiểu Nadal hay dùng; để dễ tưởng tượng hãy nghĩ đó giống như một pha vuốt bóng trong bóng đá).
- ATP: Association of Tennis Professionals: Hiệp hội quần vợt nhà nghề (dành cho nam).
- ATP Champions Race: Hệ thống xếp hạng theo năm ATP bắt đầu tính từ đầu năm và kết thúc vào cuối mùa giải ATP, trước năm 2009 thì ATP Champions Race là tiêu chí chọn ra 8 tay vợt xuất sắc nhất năm tham dự Tennis Masters Cup.
- australian formation: (trong đánh đôi) Khi hai tay vợt cùng đội đứng cùng một bên sân (deuce court hay ad court, xem lại ad court. deuce court ngược với ad court)

## B
- backhand: cú đánh trái tay (bằng tay không thuận). Một VĐV thuận tay phải thường dùng cú trái tay khi ở phần sân bên trái. Có hai kiểu trái tay: trái hai tay (phần lớn tay vợt sử dụng) và trái 1 tay (Federer, Gasquet, Schiavone,…).
- backspin: còn có tên gọi khác là underspin hay slice. Một kiểu cắt bóng từ trên xuống (của trái bóng) khiến bóng đi xoáy giật lại khi chạm đất (hiệu ứng Magnus). Thường dùng trong những quả bỏ nhỏ (chip shot) hay là dùng để giảm áp lực tấn công của đối thủ.
- backswing: một giai đoạn của một cú đánh, khi mà các tay vợt sẽ di chuyển cây vợt về phía sau để chuẩn bị cho cú đánh.
- bagel: thắng hay thua một set trắng (6-0)
- ball boy (hay ball girl, ballkid): Là những câu, cậu bé nhận nhiệm vụ nhặt bóng, chuyển bóng cho VĐV.
- baseline: đường kẻ ngang ở cuối sân.
- baseliner: VĐV có lối đánh từ cuối sân.
- big serve: một cú giao bóng (serve) mạnh mẽ và hiểm hóc, tạo thuận lợi cho những tình huống tiếp theo.
- block: cú đánh phòng thủ, không đưa vợt quá nhiều ra đằng sau, thường dùng để đỡ những quả serve.
- breadstick: thắng hay thua một set có tỉ số 6-1.
- break: chiến thắng một game đấu mà đối phương giao bóng.
- break back: giành break lại ngay sau khi mất break
- break point: là điểm mang lại break cho tay vợt, khi tỉ số đang là 30-40 hay 40-Adv. Double break point là khi 15-40 còn triple break point là khi 0-40.
- brutaliser: ăn điểm bằng cú smash thẳng vào người đối phương.
- buggy whip: một cú đánh thuận tay mà khi đánh bóng, tay VĐV không di chuyển từ bên này sang bên kia mà đánh từ thấp lên cao, cùng một bên. Nadal và Maria Sharapova thường sử dụng buggy whip.
- bye: người rời một giải đấu bởi bỏ cuộc khi chưa thi đấu.

## C
- call: lời hô trái bóng đã đi ra ngoài của trọng tài.
- cannonball: thuật ngữ dùng để chỉ những quả giao bóng khó, bóng đi mạnh và không xoáy.
- carve: một cú đánh xoáy ngang (sidespin) và xoáy dọc (underspin)
- challenge: yêu cầu một pha quay chậm để xác định bóng đã ra ngoài chưa, sử dụng hệ thống mắt diều hâu (Hawk-eye).
- challenge round: vòng đấu cuối cùng khi mà một tay vợt lọt đến trận chung kết sẽ đối đầu với nhà vô địch năm ngoái (người chỉ phải chơi một trận duy nhất). Tuy nhiên thuật ngữ này chỉ áp dụng trong thời kì đầu của lịch sử quần vợt, ở những giải đấu như Wimbledon, the Mỹ Mở rộng; muộn nhất là ở Davis Cup (áp dụng đến năm 1972).
- Challenger: hệ thống những giải đấu thấp hơn các giải ATP World Tour hiện nay. Các tay vợt tham gia Challenger nhằm tích lũy điểm số để tham dự các giải ATP.
- change-over: khoảng thời gian nghĩ giữa 2 game đấu, khi các tay vợt đổi sân.
- chip: bỏ nhỏ, một cú đánh sử dụng underspin.
- chip and charge: cắt bóng (slice) rồi di chuyển lên lưới nhanh chóng. (Phong cách rất hay gặp ở Federer).
- chop: một cú đánh sử dụng rất nhiều underspin, rất xoáy, thường dùng để phòng thủ.
- clean the line/clip the line: di chuyển trên dây.
- closed stance: một kiểu đánh cổ, thân người quay về hướng song song với dây, đầu quay về phía bóng để chuẩn bị thực hiện cú đánh. Federer hiện giờ vẫn có những cú đánh theo phong cách này.
- code violation: là lỗi cư xử mà VĐV mắc phải ở những giải ATP hay WTA, phát ngôn không đúng mực hoặc đánh bóng lên khán đài (khi đang thi đấu) thì sẽ bị xử phạt. Lần một sẽ bị cảnh cáo, lần hai bị phạt trừ điểm, lần ba bị xử thua game đấu, lần bốn bị loại khỏi giải.
- consolidate: giữ được game giao bóng của mình ngay sau khi giành break.
- counterpuncher: một chuyên gia đánh phòng thủ ở cuối sân.
- court: sân được thiết kế để chơi tennis.
- crosscourt: cú đánh chéo sân.
- cross-over: là khi một tay vợt chạy sang bên phần sân đối phương trong một pha bóng, nó có thể được coi là một "code violation".
- cyclops: một hệ thống thiết bị được dùng ở Wimbledon và một vài giải khác nhằm phát hiện một cú giao bóng có chính xác hay không (in or out).

## D
- Davis Cup: Giải đấu xuất hiện từ năm 1900 quy tụ rất nhiều quốc gia trên thế giới theo hình thức loại trực tiếp. Các trận đấu diễn ra xuyên suốt trong năm.
- dead net (dead net cord): là một tình huống may mắn của một tay vợt, đó là khi họ đánh bóng trúng mép trên lưới và rời sang phần sân bên kia khiến đối thủ không kịp trở tay. Đây là tình huống thường xảy ra và tay vợt được hưởng "dead net" sẽ giơ tay (vợt) về phía trước để tỏ ý: "tôi đã gặp may, bỏ qua đi".
- dead rubber: một thuật ngữ chỉ dùng trong Davis Cup. Mỗi cuộc đấu ở Davis Cup sẽ bao gồm 5 trận thắng 3. Khi một đội tuyển chỉ cần 3 hay 4 trận đấu để vượt qua đối thủ thì 2 hay 1 trận đấu còn lại sẽ được gọi là dead rubber (trận đấu thủ tục). Thường thì các đội tuyển sẽ tung ra những tên tuổi xuất sắc nhất ở những lượt đầu tiên. Các trận còn lại dành cho những VĐV có thứ hạng thấp hơn và họ có thể chấp nhận thi đấu dead rubber để tích lũy kinh nghiệm hoặc không đánh tiếp.
- deciding point: chỉ có ở đánh đôi. Khi tỉ số là deuce (40-40) và không đánh để giành ad point (cái này tùy từng giải đấu quy định) thì sẽ áp dụng deciding point để phân định thắng thua.
- deep: sâu, chỉ một cú đánh rất gần baseline (dĩ nhiên là trong sân), trái với "near the net".
- default: quyết định của trọng tài xử thua VĐV sau khi mắc 4 lỗi code violation.
- deuce: thuật ngữ quá quen thuộc để chỉ tỉ số 40-40
- deuce court: xem ad court.
- dink: một cú đánh mà tay vợt không di chuyển, thường dùng khi lên lưới.
- disadvantage: ngược với advantage, để chỉ một tay vợt bị dẫn 40-Adv.
- double bagel: hai set liên tiếp giành bagel, xem thêm bagel.
- double fault: lỗi kép, thuật ngữ không quá xa lạ. Lỗi thua điểm khi hai lần liên tiếp giao bóng hỏng (không qua lưới hay giao bóng ngoài).
- doubles: một trận đánh đôi, mỗi bên có hai tay vợt.
- down the line: cú đánh dọc dây, dùng để chỉ một cú đánh thẳng, song song gần sát với sideline (dây ngang).
- drop shot: cú đánh bỏ nhỏ, sử dụng underspin.
- drop volley: bỏ nhỏ khi bóng chưa chạm phần sân bên mình.

## E
- elbow: góc tạo thành bởi baseline và alley
- entry system: một hệ thống xếp hạng của ATP và WTA tour. Dùng để xác định xem các tay vợt đã đủ thứ hạng để tham gia vòng đấu chính thức của một giải đấu hay chưa. Entry System khác với Race ranking, cái mà sẽ được reset về 0 khi kết thúc một năm thi đấu.
- exhibition: giải đấu mà các tay vợt tham gia với mục đích giao lưu hoặc gây quỹ từ thiện, không được tính điểm vào ATP hay WTA rank.

## F
- fault: cú giao bóng lỗi khi không đưa được bóng đến đúng vùng sân quy định.
- Fed Cup: Giải đấu giữa các quốc gia hàng năm dành cho các tay vợt nữ, theo hình thức loại trực tiếp và diễn ra liên tiếp ở nhiều thời điểm trong năm.
- first server: quả giao bóng đầu tiên
- five: số game hoàn thành, ví dụ 7-5 trọng tài sẽ nói seven-five. Hay cách khác, nhằm để thay thế cho điểm 15 của game. Ví dụ 40-15, trọng tài có thể sẽ nói forty-five (thay vì forty-fifteen).
- flat: pha đánh bóng với độ xoáy rất nhỏ
- flatliner: những tay vợt thường xuyên có những cú đánh flat bóng đi thấp và dễ rúc lưới. Ví dụ: Andre Agassi, Lindsay Davenport.
- foot fault: một dạng lỗi khi giao bóng, chân đè lên vạch baseline trước khi đánh bóng.
- forced error: lỗi đánh bóng hỏng do đối thủ đánh tốt, trái với unforced error.
- forehand: cú đánh thuận tay. Đó là cú đánh mà lòng bàn tay cầm vợt ở vị trí đối mặt với hướng bóng đến, trái với backhand.

## G
- Game: Bao gồm một loạt điểm khi cùng một tay vợt đang giao bóng; tay vợt đầu tiên thắng 4 điểm, hoặc trong trường hợp đang hòa thì thắng 2 điểm, thì thắng game đó. Có ít nhất 6 game trong một ván.
- Game point: Điểm mà tại đó tay vợt đang dẫn điểm trước có thể thắng game.
- Grand Slam: Giải đấu danh giá nhất, có 4 giải trong một năm thi đấu là: Australia Mở rộng, Pháp Mở rộng, Wimbledon, Mỹ Mở rộng
- Groundstroke: Bất kỳ cú đánh nào được thực hiện sau khi bóng được nảy lên.

## H
- Half-court: Phần sân được bao bởi đường giao bóng.
- Half-volley: Khi bóng được đánh tức thời sau khi nảy lên từ phần sân forecourt.
- Hawker: người nhặt bóng

## K
- Kick serve: Quả giao bóng có rất nhiều độ xoáy mà nó có thể thay đổi hướng sau khi nảy lên.

## L
- Let: Điểm này phải được thực hiện lại. Thường xảy ra khi một quả giao bóng trúng vào lưới nhưng vẫn rơi xuống ô giao bóng hợp lệ.
- Lob: Một cú đánh có hình vòng cung bay rất cao so với lưới. Được sử dụng để đánh vượt qua đối phương khi người này đang ở trên lưới hoặc cần có thời gian để phục hồi lại vị trí.
- Love: Điểm số tương đương với 0 (zero).

## M
- Match: Một chuỗi các ván (chẳng hạn 3 ván thắng 2, hoặc 5 ván thắng 3) mà sẽ quyết định được tay vợt nào là người chiến thắng.
- Match point: Điểm mà tại đó người đang tạm dẫn có thể thắng trận đấu nếu thắng tại điểm này.
- Mini-break: Khi người giao bóng thua điểm trong ván tie-break.

## P
- Passing shot:Một cú đánh sang bên cạnh hoặc ra khỏi tầm với của tay vợt đang chơi trên lưới.
- Point: Khi một tay vợt phạm một lỗi hoặc đánh bóng hỏng một điểm (point) sẽ tính và tay vợt đối diện giành được điểm này.

## S
- Second serve: Khi giao bóng tay vợt có 2 cơ hội để đưa bóng vào ô giao bóng. Từ này được ám chỉ đến lần giao bóng thứ hai.
- Seeding: Một danh sách các tay vợt xuất sắc nhất được xếp hạng để được phép tham dự giải đấu.
- Serve-and-volley: Một kiểu chơi mà trong đó tay vợt sau khi giao bóng xong tức thời chạy lên lưới với hy vọng sẽ đánh được cú đánh kế.
- Service line: Ở hai phía bên lưới có một đường có độ lớn bằng phân nửa đường cuối sân và song song với đường cuối sân.
- Set: Một phần của trận đấu, thắng khi một tay vợt thắng 6 hoặc 7 game và hai điểm nhiều hơn đối thủ.
- Set point: Một điểm mà một tay vợt, khi giành chiến thắng, sẽ thắng ván đó.
- Sidespin: Bất kỳ độ xoáy nào được đặt lên trái bóng tennis mà khiến nó xoay song song với mặt đất.
- Slice: Đối với quả đánh từ đất, xem chop. Đối với giao bóng, xem giao bóng slice.
- Slice serve: Một kiểu giao bóng mà vợt đi cắt ngang qua bóng từ trái sang phải (đối với người chơi tay phải) và tạo nên xoáy ngang.
- Spin: Bất kỳ sự chuyển động xoay của bóng khi nó bay trong không khí. Xoáy có thể làm thay đổi đường đi và độ nảy của bóng.

## T
- Tiebreak: Quyết định người thắng trong một ván nếu tỷ số đạt tới 6-6.
- Topspin: Một kiểu xoáy mà phần trước của bóng (theo hướng chuyển động) xoay xuống trong khi phần sau của bóng xoay lên.

## U
- Unforced error: Một lỗi mà tay vợt tạo nên khi thực hiện một quả đánh bóng được xem là không khó (ví dụ: đối thủ không "ép " tạo nên lỗi).

## V
- Volley: Một kiểu đánh mà một tay vợt thực hiện khi bóng chưa chạm đất.

## W
- Warm-up: Giai đoạn mà tay vợt đánh những quả đánh tập và thư giãn trước khi bắt đầu một buổi tập nghiệm ngặt hơn hoặc một cuộc tranh tài.
- Wildcard: Những tay vợt được phép tham dự một giải đấu mà không phải đăng ký như bình thường hoặc tham gia đấu loại.
- Winner: Một quả đánh thành công mà quá khó để đối thủ có thể trả lại (khi chơi), hiệu quả khi kết thúc một điểm.